# Енігма (Джорджія)
Енігма (англ. Enigma) — місто (англ. town) в США, в окрузі Беррієн штату Джорджія. Населення — 1058 осіб (2020).

## Географія
Енігма розташована за координатами 31°24′5″ пн. ш. 83°19′12″ зх. д. / 31.40139° пн. ш. 83.32000° зх. д. (31.401403, -83.320005).  За даними Бюро перепису населення США в 2010 році місто мало площу 8,50 км², з яких 8,41 км² — суходіл та 0,10 км² — водойми.

## Демографія
Згідно з переписом 2010 року, у місті мешкало 1278 осіб у 451 домогосподарстві у складі 336 родин. Густота населення становила 150 осіб/км².  Було 512 помешкання (60/км²).
Расовий склад населення:
| - 81,4 % — білих - 6,3 % — чорних або афроамериканців - 1,1 % — азіатів - 0,1 % — корінних американців - 9,9 % — осіб інших рас |

До двох чи більше рас належало 1,3 %. Частка іспаномовних становила 12,8 % від усіх жителів.
За віковим діапазоном населення розподілялося таким чином: 29,3 % — особи молодші 18 років, 61,9 % — особи у віці 18—64 років, 8,8 % — особи у віці 65 років та старші. Медіана віку мешканця становила 31,2 року. На 100 осіб жіночої статі у місті припадало 103,5 чоловіків;  на 100 жінок у віці від 18 років та старших — 99,3 чоловіків також старших 18 років.
Середній дохід на одне домашнє господарство  становив 28 654 долари США (медіана — 23 221), а середній дохід на одну сім'ю — 33 825 доларів (медіана — 26 750). За межею бідності перебувало 35,1 % осіб, у тому числі 32,2 % дітей у віці до 18 років та 37,0 % осіб у віці 65 років та старших.
Цивільне працевлаштоване населення становило 281 осіб. Основні галузі зайнятості: сільське господарство, лісництво, риболовля — 19,2 %, роздрібна торгівля — 16,4 %, виробництво — 14,2 %.